# Jerzy Kosiński

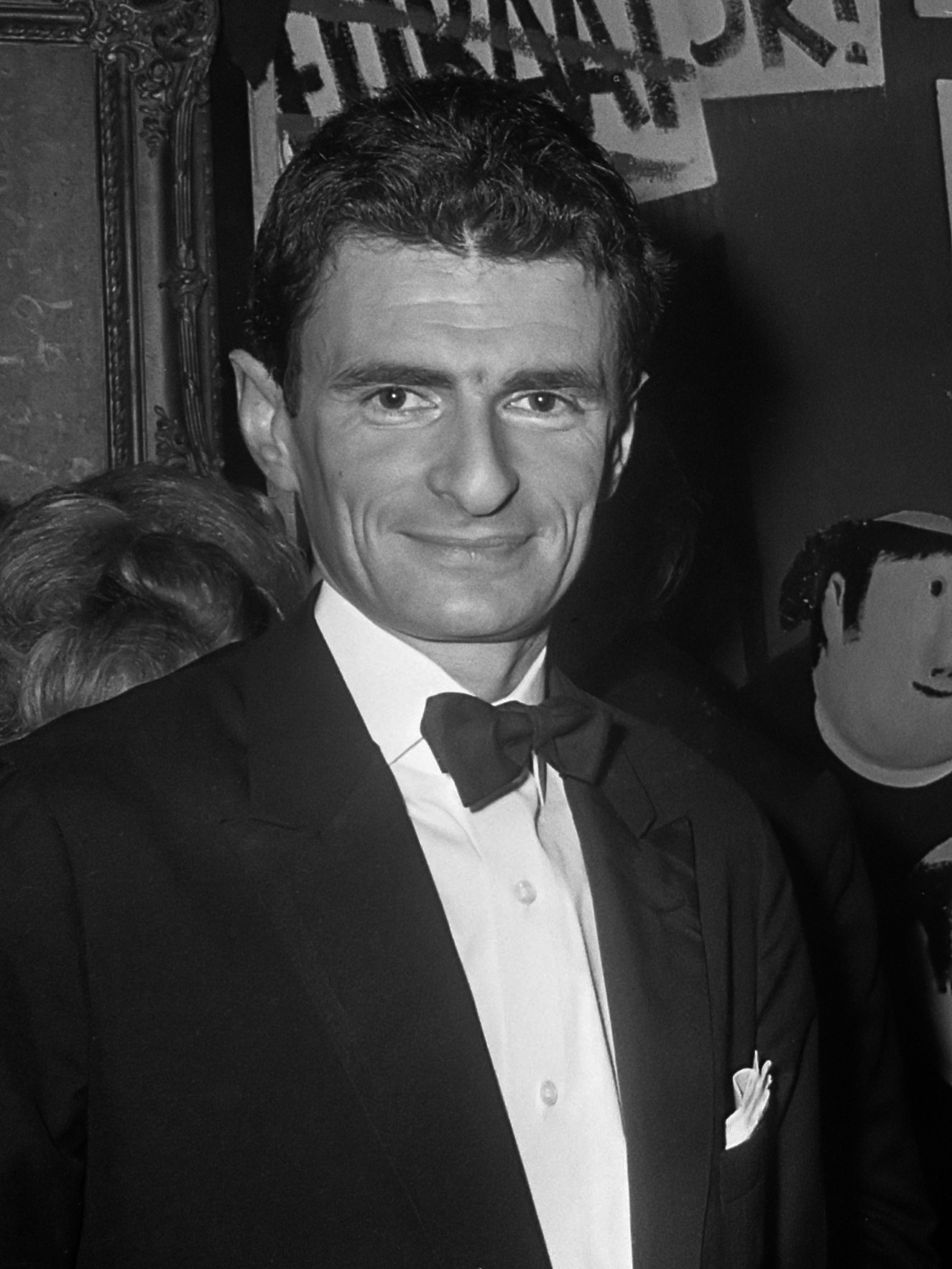
Jerzy Kosiński (1969)

Jerzy Nikodem Kosiński (geboren als Józef Lewinkopf; * 14. Juni 1933 in Łódź, Polen; † 3. Mai 1991 in New York) war ein US-amerikanischer Schriftsteller polnisch-jüdischer Herkunft.

## Leben
Kosiński wurde als Sohn von Mieczysław Lewinkopf und Elżbieta Liniecka-Weinreich in Łódź in eine assimilierte jüdische Familie geboren und wuchs bis 1939 in der Ulica Gdańska im Stadtteil Polesie auf. Nach dem Überfall Deutschlands auf Polen tauchte er mit seinen Eltern mit Hilfe des katholischen Priesters Eugeniusz Okoń zunächst in Sandomierz und anschließend bei der Familie des Landwirts Andrzej Warchoła in der Landgemeinde Radomyśl unter. Mit einem gefälschten Taufzeugnis, ausgestellt auf den Namen Jerzy Nikodem Kosiński, überlebte er den Zweiten Weltkrieg und den Holocaust. Er selbst hat später behauptet, sich in verschiedenen Dörfern vor den Deutschen versteckt zu haben, was sich aber als unwahr herausstellte.
Nach dem Krieg zog Kosiński zunächst für ein paar Jahre nach Jelenia Góra, das im Zuge der Westverschiebung Polens neu besiedelt werden musste. Von 1950 bis 1956 arbeitete er im Winter als Skilehrer in Zakopane und im Sommer als Animateur in Międzyzdroje. Dazwischen schloss er bis 1953 ein Studium der Politikwissenschaft und Soziologie sowie bis 1955 der Geschichtswissenschaft an der Universität Łódź ab. Im Anschluss arbeitete Kosiński an der Polnischen Akademie der Wissenschaften in Warschau als Doktorand.
Nachdem Kosiński aufgrund seiner Kritik am nach dem Krieg in Polen herrschenden kommunistischen Regime mehrfach mit den Behörden in Konflikt geraten war, nutzte er 1957 die Möglichkeit zur Emigration in die USA. Dort schlug er sich zunächst mit verschiedenen Gelegenheitsarbeiten durch, um wenig später u. a. mit Unterstützung der Ford Foundation seine wissenschaftliche Karriere mit großem Erfolg fortzusetzen. Den Schwerpunkt seiner Forschungen bildeten Studien über die totalitäre Massengesellschaft und deren Gesellschaftspsychologie. Befreundet war er unter anderem mit den ebenfalls aus seinem Heimatland stammenden Roman Polanski, Witold Leszek Kaczanowski (dem Maler Witold-K), Wojciech Frykowski und Krzysztof Komeda.
Im Januar 1962 heiratete Kosiński die Millionärin Mary Hayward-Weir, die junge Witwe des US-amerikanischen Großindustriellen Ernest Weir. Im selben Jahr starb sein Vater in Polen. 1965 erhielt er nach acht Jahren die US-amerikanische Staatsbürgerschaft. Im darauffolgenden Jahr ließ er sich von seiner Frau scheiden; sie starb zwei Jahre später. Durch die Ehe zu ihr gelangte Kosiński in engen Kontakt mit Kreisen der US-amerikanischen Machtelite aus Wirtschaft und Politik. Von 1967 bis 1968 war er u. a. an der Universität Princeton tätig. 1968 heiratete Kosiński die Marketingberaterin Katherina „Kiki“ von Fraunhofer (1933–2007). 1971 verstarb seine Mutter.
Nach dem politischen Systemwechsel in Polen besuchte Kosiński 1989 sein Heimatland anlässlich des dortigen Erscheinens von The Painted Bird und trat im polnischen Fernsehsender TVP1 auf.
Kosiński betätigte sich zweimal als Schauspieler: In dem Filmdrama Reds aus dem Jahr 1981 von und mit Warren Beatty sowie in der Komödie Hotline zum Himmel (A Fool and His Money) aus dem Jahr 1989 mit Sandra Bullock. Für die Komödie Willkommen Mr. Chance (Being There) aus dem Jahr 1979 mit Peter Sellers in der Hauptrolle schrieb er auf der Grundlage seines eigenen Romans das Drehbuch und wurde dafür mit dem Writers Guild of America Award ausgezeichnet.
Am 3. Mai 1991 starb Kosiński durch Suizid. Es wurde ein Abschiedsbrief gefunden. Darin stand: „Ich werde jetzt ein wenig länger als gewöhnlich schlafen. Nennen wir es Ewigkeit.“

## Werk und Kontroversen
Zu Beginn seiner Tätigkeit als Schriftsteller arbeitete Kosiński zeitweilig unter dem Pseudonym Joseph Novak. Zu seinen Werken zählt das Buch Homo Sowjeticus, ein soziologischer Bericht über die sowjetische Gesellschaft um 1960 aus der Innenperspektive. In dem Roman The Painted Bird beschreibt er angebliche persönliche Erfahrungen während der deutschen Besetzung Polens. Dies stellte sich später als Unwahrheit heraus. Das Werk handelt von einem Jungen, der während des Zweiten Weltkrieges durch das besetzte Polen irrt und sich versteckt hält. Der Roman wurde von einigen Kritikern als polenfeindlich betrachtet. Kosiński bestritt dies stets und verwies darauf, dass die Nationalität des Jungen absichtlich nicht genannt werde.
Literaturkritiker der investigativen US-amerikanischen Wochenzeitung The Village Voice warfen Kosiński vor, dass ein Großteil seiner Werke nicht aus seiner Feder stamme. Obwohl Schreibvariationen in der Belletristik nicht unüblich seien, verwiesen sie auf die großen Stilunterschiede zwischen seinen Romanen und behaupteten, diese seien Plagiate von Werken unbekannter polnischer Autoren. So sei Being There etwa ein Plagiat der damals bisher nicht ins Englische übersetzten Erzählung Kariera Nikodema Dyzmy des polnischen Autors Tadeusz Dołęga-Mostowicz. Andere, wie der US-amerikanische Herausgeber Eliot Weinberger, vermuteten, Kosiński habe seine Texte vor allem in der Anfangszeit seiner schriftstellerischen Tätigkeit zuerst in polnischer Sprache verfasst und anschließend für die Verlagsveröffentlichung von anderen Autoren ins Englische übersetzen lassen.
Literaturkritiker der linksliberalen polnischen Tageszeitung Gazeta Wyborcza kamen nach Stilanalysen und Auswertungen von Dokumenten zu der Überzeugung, dass Kosińskis angeblich autobiographische Erzählungen als einer der größten „Schwindel in der Literaturgeschichte“ anzusehen seien.
Auf dem Gelände der Manufaktura in Łódź befindet sich im ehemaligen Residenzpalast des polnischen Großindustriellen Izrael Poznański eine Dauerausstellung zum Leben und Schaffen Kosińskis.

## Werke
- The Future is Ours, Comrade, 1960
- No Third Path, 1962, dt. Homo Sowjeticus. Der Mensch unter Hammer und Sichel, Scherz-Verlag 1962
- The Painted Bird, Roman, 1965
  - Deutsche Ausgabe: Der bemalte Vogel. Aus dem Amerikanischen übersetzt von Herbert Roch. Arche, Zürich 1965 u. 2011, ISBN 978-3-7160-2673-1.
- Steps, 1968, dt. Aus den Feuern, 1970
- Being There, 1971, dt. Willkommen Mr. Chance, 1978 (Verfilmt mit seinem Freund Peter Sellers in der Hauptrolle, der darauf bestand, dass Kosinski auch das Drehbuch schrieb)
- The Devil Tree, 1973, dt. Der Teufelsbaum, 1975
- Cockpit, Roman, 1975
  - Deutsche Ausgabe: Cockpit. Aus dem Amerikanischen übersetzt von Tommy Jacobsen. S. Fischer Verlag, Frankfurt am Main 1978, ISBN 978-3-1004-1201-0.
- Blind Date, 1977
- Passion Play, 1979
- Pinball, 1982
- The Hermit of 69 th Street, 1988
- Passing By, 1992